# Libyens historia under medeltiden

Libyen ligger i Nordafrika vid Medelhavets kust

Större delen av området för nuvarande Libyen, provinserna Tripolitanien och Cyrenaika, tillhörde under tidig medeltid bysantinska riket, men erövrades under 600-talet av de framträngande araberna som spred den nya religionen islam. Området kom att ingå i det islamiska kalifatet.

## Den islamiska expansionen

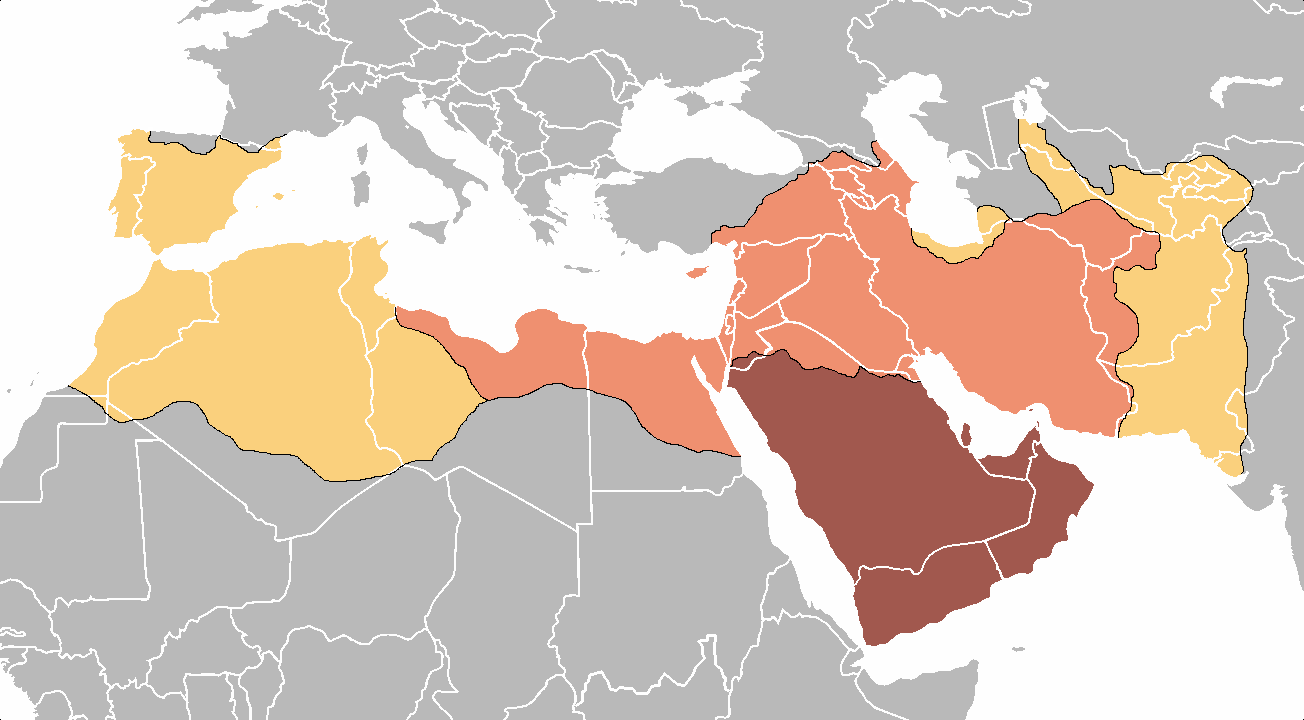
Islams expansion.
Utvidgning under profeten Muhammed, 622-632
Utvidgning under de första kaliferna, 632-661
Utvidgning under umayyaderna, 661-750

Vid tiden för hans död år 632 hade profeten Muhammed och hans anhängare sammanfört de flesta stammar och orter på Arabiska halvön under den nya religionen islam, som var tänkt att förena den enskilde troende och samhället under Allahs (Guds) allsmäktiga vilja. Islamiska härskare utövade därför både världslig och religiös makt. Islams anhängare, muslimerna, bildade gemensamt Islams hus (Dar al Islam).
Inom en generation hade arabiska arméer fört islam norrut och österut från Arabien och västerut in i Nordafrika. År 642 erövrade Amr ibn al-As, en arabisk general under kalif Umar I, Cyrenaika och upprättade sitt högkvarter i Barka. Två år senare flyttade han in i Tripolitanien, där vid slutet av årtiondet de isolerade bysantinska garnisonerna vid kusten intogs och den arabiska kontrollen över området befästes. Uqba bin Nafi, en arabisk general under den härskande kalifen, invaderade Fezzan år 663 och tvingade Germa att kapitulera. Kraftigt berbiskt motstånd i Tripolitanien hade saktat ned den arabiska framstöten västerut och försök att erövra området permanent återupptogs först när det blev uppenbart att Maghrib kunde öppnas som krigsskådeplats i det muslimska fälttåget mot Bysantinska riket. År 670 strömmade araberna in i den romerska provinsen Africa (på arabiska Ifriqiya, nuvarande Tunisien), där Uqba grundade staden Kairouan (dagens Al Qayrawan) som en militär bas för ett anfall mot Kartago, som hölls av bysantinerna. Två gånger tvingades de på reträtt till Tripolitanien av berberstammar, men varje gång återvände araberna i större styrka, med användning av nyligen konverterade berber som rekryterats i Tripolitanien, och år 693 intog de Kartago. Araberna sonderade försiktigt västra Maghreb och erövrade år 710 Marocko. År 712 genomförde de en invasion av Spanien och hade på tre år underkuvat hela landet utom bergsregionerna längst i norr. Det muslimska Spanien (kallat Andalusien), Maghreb (inklusive Tripolitanien) och Cyrenaika organiserades systematiskt under politisk och religiös ledning av den umayyadiske kalifen av Damaskus.
Det arabiska styret i Nordafrika, liksom i den muslimska världen i övrigt under 700-talet, hade som sitt ideal upprättandet av politisk och religiös enighet under ett kalifat (ämbetet som profetens efterträdare som högste jordiske ledare för islam) som styrdes i enlighet med sharia (det islamiska rättssystemet) administrerat av qadier (religiösa domare) som alla andra hänsynstaganden var underordnade, inklusive stamlojaliteter. Sharia var huvudsakligen baserat på Koranen och hadith och delvis hämtat från arabiska stamlagar och marknadslagar.

## Arabiskt styre
Det arabiska styret infördes med lätthet i jordbruksområdena vid kusten och i städerna, som blev välmående igen under arabiskt beskydd. Stadsbefolkningen uppskattade säkerheten som tillät dem att utöva handel i fred, medan de puniserade jordbrukarna erkände sin samhörighet med de semitiska araberna som de väntade sig skulle skydda deras marker. I Cyrenaika välkomnade monofysitiska anhängare till koptiska kyrkan de muslimska araberna som befriare från bysantinskt förtryck. Berbernas kollektiva och representativa staminstitutioner kontrasterade skarpt mot och drabbade ofta samman med den personliga och auktoritära regering som araberna hade antagit under bysantinskt inflytande. Medan araberna avskydde de berbiska stammarna som barbarer såg berberna i inlandet ofta araberna enbart som en arrogant och brutal soldatgemenskap som var inställda på att samla in skatter.
Araberna bildade en urban elit i Nordafrika, dit de hade kommit som erövrare och missionärer, inte som kolonister. Deras arméer hade färdats utan kvinnor och gifte sig bland den inhemska befolkningen, vilket gradvis spred arabisk kultur och islamisk religion till stadsbefolkningen och bönderna. Fastän de nomadiska stammarna i inlandet hade gjort kraftigt motstånd mot arabisk politisk dominans antog de snabbt islam. När de väl var etablerade som muslimer formade dock berberna, med sin karakteristiska kärlek till oberoende och passionerade religiösa sinnelag, islam på sitt eget sätt, och anammade entusiastiskt schismatiska muslimska sekter - ofta traditionell folkreligion som med näppe kunde urskiljas som islam - som ett sätt att bryta sig loss från arabisk kontroll.
En sådan sekt, kharijiterna ("de som utträder"), framträdde i Nordafrika i mitten av 700-talet och förkunnade sin åsikt att vilken lämplig muslimsk kandidat som helst kunde bli vald till kalif oberoende av ras, plats eller härstamning från profeten. Attacken på arabernas monopol på det religiösa ledarskapet för islam var uttrycklig i kharijiternas lära och berberna över hela Maghreb reste sig i revolt mot arabisk dominans. Kharijiternas uppsving sammanföll med en orosperiod i Arabvärlden under vilken abbasiderdynastin störtade umayyaderna och flyttade kalifatet till Bagdad. I efterspelet till upproret upprättade kharijiter ett antal teokratiska stamriken, av vilka de flesta hade korta och besvärliga historier. Ett sådant rike, som grundades av Bani Khattab, lyckades faktiskt rota sig i det avlägsna Fezzan, där huvudstaden Zawilah utvecklades till en viktig oashandelsplats.
Efter den arabiska erövringen regerades Nordafrika av en följd av amirer (befälhavare) som var underordnade kalifen i Damaskus och efter år 750 i Bagdad. År 800 tillsatte den abbasidiske kalifen Harun ar Rashid amiren Ibrahim ibn Aghlab, som upprättade en ärftlig dynasti i Kairouan som styrde Ifriqiya och Tripolitanien som en autonom stat som var underordnad kalifens andliga överhöghet och till namnet erkände honom sin politiska suzerän. De aghlabidiska amirerna reparerade det försummade romerska bevattningssystemet och återuppbyggde därmed regionens välstånd och återställde livskraften i dess städer och byar med det överskott som producerades i jordbruket. Vid toppen av den politiska och sociala hierarkin fanns byråkratin, den militära kasten och en arabisk urban elit som omfattade köpmän, lärda och regeringstjänstemän som hade kommit till Kairouan, Tunis och Tripoli från många delar av den islamiska världen. Medlemmar av de stora judiska grupperna som också var bosatta i dessa städer hade ämbeten under amirerna och ägnade sig åt handel och hantverk. Konvertiter till islam behöll ofta de maktpositioner som deras familjer eller klass hade innehaft i romerska Nordafrika, men en tynande latinspråkig kristen folkgrupp dröjde sig kvar i städerna fram till 1000-talet. Aghlabiderna stred med Bysantinska riket om kontrollen över mitten av Medelhavet och efter att de hade erövrat Sicilien spelade de en aktiv roll i Italiens inrikespolitik.

## Fatimiderna
Vid 600-talet hade en konflikt uppstått mellan anhängare till olika personer med rivaliserande anspråk på kalifatet som skulle dela upp islam i två grenar - sunni och shia - som därefter fortsatte som den grundläggande uppdelningen bland muslimer. Shiiterna (av Shiat Ali, "Alis parti") stödde anspråken från ättlingarna till Ali ibn Abi Talib, den fjärde kalifen och svärson till profeten Muhammed, medan sunniterna stödde Alis rival, ledaren för en sidogren av Muhammeds stam, och principen om val av den lämpligaste från shurfa. Shiiterna hade sin största lockelse bland icke-arabiska muslimer, som, liksom berberna, ringaktades av de aristokratiska ökenaraberna.
Under 890-talet omvände missionärer från ismailiternas sekt inom shiaislam kutamaberberna i Kabylien till den militanta varianten av shiaislam och ledde dem på ett korståg mot de sunnitiska aghlabiderna. Kairouan föll 909, och nästa år installerade kutama den ismailiske stormästaren från Syrien, Ubaidalla Said, som imam för deras rörelse och härskare över det territorium som de hade erövrat, vilket inkluderade Tripolitanien. Imamen erkändes av sina berbiska anhängare som mahdin ("den gudomligt ledde") och grundade shiadynastin fatimiderna, som fick sitt namn från Fatima, dotter till Muhammed och hustru till Ali, som imamen hävdade härkomst från.
Köpmän i kuststäderna var stommen i den fatimidiska staten som grundades av religiösa entusiaster och infördes av berbiska stammedlemmar. Den långsamma men stadiga ekonomiska återhämtningen i Europa skapade efterfrågan på varor från öster för vilka de fatimidiska hamnarna i Nordafrika och Sicilien var idealiska distributionscentrum. Tripoli gynnades av handeln med slavar och guld från Sudan och försäljningen av ull, läder och salt som skeppades från dess hamnar till Italien i utbyte mot trä- och järnvaror.
I många år hotade fatimiderna att invadera Marocko, men slutligen vände de sina arméer österut, där berberna i religionens namn tog ut sin hämnd på araberna. Vid 969 hade fatimiderna slutfört erövringen av Egypten och flyttat sin huvudstad till den nya stad som de grundade vid Kairo, där de upprättade ett shiitiskt kalifat som tävlade med sunnikalifens i Bagdad. De lämnade Maghreb till sina berbiska vasaller, ziriderna, men shiaregimen hade redan börjat rämna i Tripolitanien då olika grupperingar kämpade utan avgörande för regional överhöghet. Ziriderna försummade ekonomin, förutom att plundra den för sin personliga vinning. Jordbruksproduktionen minskade och bönder och herdar blev stråtrövare. Växlande handelsmönster tryckte ned den tidigare blomstrande köpenskapen i städerna. I ett försök att få stöd av den arabiska stadsbefolkningen avfärdade den ziridiske amiren år 1049 shiatron, bröt med fatimiderna och inledde en återgång till sunnitisk ortodoxi bland berberna.

## Hilalier
I Kairo reagerade den fatimidiske kalifen genom att bjuda in Bani Hilal och Bani Salim, beduinstammar från Arabien som gemensamt var kända som hilalier, att utvandra till Maghreb och straffa hans rebelliska vasaller ziriderna. De arabiska nomaderna spreds över regionen – med historikern Ibn Khalduns ord – som "en svärm gräshoppor" utarmade den, förstörde städer och ändrade dramatiskt landsbygdens ansikte och kultur.
Den hilaliska påverkan på Cyrenaika och Tripolitanien var förödande både ekonomiskt och demografiskt. Tripoli plundrades, och det lilla som återstod av stadsliv i en gång framträdande städer som Kyrene släcktes ut och endast ruiner blev kvar. Under en lång tidsperiod trängde araber undan berber (av vilka många anslöt sig till hilalier) från deras traditionella marker och omvandlade jordbruksmark till betesmark. Jorden försummades och stäppen tilläts inkräkta på kustslätten.
Antalet hilalier som flyttade västerut från Egypten har uppskattats till så mycket som 200 000 familjer. Bani Salim tycks ha stannat i Libyen, medan Bani Hilal fortsatte över Maghreb tills de nådde Marockos Atlantkust och fullbordade arabiseringen av regionen, genom att införa sin sociala organisation, sina värderingar och sitt språk i den. Processen var särskilt genomgående i Cyrenaika, som sägs vara mer arabiskt än någon plats i Arabvärlden förutom det inre av Arabien.
De normandiska härskarna i södra Italien drog fördel av ziridernas svårigheter i Nordafrika till att invadera Sicilien år 1060 och återföra det till kristen kontroll. Vid 1150 höll normanderna en sträng hamnar och fort längs kusten mellan Tunis och Tripoli, men deras intressen i Nordafrika var kommersiella snarare än politiska, och inget försök gjordes att utvidga erövringen inåt land.

## Hafsiderna
Under 1000- och 1100-talen uppkom två rivaliserande berbiska dynastier i Marocko - almoraviderna och almohaderna, båda grundade av religiösa reformatorer - som dominerade Maghreb och det muslimska Spanien i över två århundraden. Grundaren av Almohadrörelsen var medlem av den sunnitiska ulama, Ibn Tumart (död 1130), som predikade en lära om moralisk nydaning genom återbekräftande av monoteismen. Som domare och politisk ledare såväl som andlig ledare gav Ibn Tumart almohaderna ett hierarkiskt och teokratiskt centraliserat styre, som respekterade men överskred den gamla stamstrukturen. Hans efterträdare, sultanen Abd-ul-mumin (härskade 1130-63), underkuvade Marocko, utsträckte den muslimska gränsen i Spanien och hade vid år 1160 framryckt österut över Maghreb och tvingat normanderna att retirera från sina fästen i Ifriqiya och Tripolitanien, som fördes till almohadriket.
Mumin utropade ett almohadiskt kalifat i Córdoba, vilket gav sultanen högsta religiösa såväl som politiska makt inom sina domäner, men teologin gav gradvis vika för dynastisk politik som den motiverande kraften bakom rörelsen. Almohaderna hade lyckats ena Maghreb, men då deras imperium växte och den almohadiska maktbasen flyttade till Spanien blev dynastin mer avlägsen från de berbiska stammar som hade lanserat den. Vid 1270 hade almohaderna i Marocko dukat under för stamkrig och i Spanien för riket Kastiliens stadiga framväxt.
Vid den östra änden av Almohadriket placerade sultanen en autonom vicekung vars ämbete blev ärftligt i ätten efter Muhammad bin Abu Hafs (regerade 1207-21), en ättling till en av Ibn Tumarts kamrater. När Almohaddynastin gick under i Marocko antog hafsiderna titlarna kalif och sultan och ansåg sig själva som almohadernas legitima efterträdare. De höll minnet av Ibn Tumart och idealet om maghrebisk enighet vid liv från sin huvudstad i Tunis.
Hafsidernas politiska stöd och deras rikes ekonomi var grundade i kuststäder som Tripoli, medan inlandet gavs upp till de stammar som hade gjort sin formella underkastelse till sultanen. Hafsiderna uppmuntrade handel med Europa och bildade nära förbindelser med Aragonien och det italienska sjöstaterna. Trots dessa handelsmässiga band försämrades hafsidernas relationer till de europeiska makterna så småningom när de senare intrigerade i dynastins allt mer besvärliga och komplexa inrikespolitik. Teokratiska republiker, stamstater och kustenklaver som intagits av piratkaptener trotsade sultanens makt och år 1460 utropades Tripoli som självständig stadsstat av dess köpmannaoligarki.
Under hafsidernas era, som sträckte sig över mer än 300 år, hade dock Maghreb och det muslimska Spanien haft en gemensam högkultur - den moriska - som överskred dynastiers uppgång och fall i att skapa nya och unika former av konst, litteratur och arkitektur. Dess inflytande spreds från Spanien ända till Tripolitanien, där hafsidiskt beskydd hade uppmuntrat en blomstrande arabisk kreativitet och lärdom.

## Medeltida Cyrenaika och Fezzan
Cyrenaika låg utanför de maghrebiska dynastiernas sfär och var orienterat mot Egypten. Från tiden då Saladin trängde undan fatimiderna år 1171 till den osmanska ockupationen 1517 styrdes Egypten av en succession mamlukiska (en kast av "slav-soldater," i Egypten ofta kurder, tjerkesser eller turkar) dynastier som gjorde anspråk på suzeränitet men utövade inte mycket mer än till namnet politisk kontroll där. Beduinstammarna i Baraqah, som Cyrenaika kallades av araberna, accepterade inte villigt någon auktoritet förutom den hos deras egna hövdingar. Under 1400-talet återupplivade köpmän från Tripoli marknaderna i några städer, men Cyrenaikas främsta inkomstkälla kom från de pilgrimer och karavaner som reste mellan Maghreb och Egypten, som köpte skydd från beduinerna.
Turbulenta hövdingar från Bani Khattab dominerade Fezzan. Deras betydelse, liksom garamanternas tidigare i historien, härrörde från deras kontroll över oaserna på handelsvägen över vilken karavaner bar guld, elfenben och slavar från västra Sudan till marknader vid Medelhavet. På 1200-talet invaderade kungen av Bornu, en muslimsk stat i Tchadsjöområdet, Fezzan från söder och upprättade en klientregim som en tid bestämde över handelsvägen. Fezzan var alltid ett mål för äventyrare. En av dessa, marockanen Muhammad al Fazi, avsatte den sista av Bani Khattab i början av 1500-talet och grundade en ätt i Marzuq som förblev obestridda härskare över området under osmansk suzeränitet.